# Conjunt urbà de la plaça Verdaguer
El Conjunt urbà de la plaça Verdaguer és una obra de Sant Just Desvern (Baix Llobregat) protegida com a Bé Cultural d'Interès Local.

## Descripció
Plaça que ha esdevingut el centre històric, polític i religiós de Sant Just en trobar-s'hi l'Ajuntament -al lloc que abans ocupava la masia de can Mir-, l'església i l'antiga Sagrera, que es forma al voltant amb diverses masies existents (can Cardona, can Campreciós, can Madurellet i can Ginestar) o desaparegudes (can Mir, can Pedroseta).